# Bathynoe nodulosus
Bathynoe nodulosus är en ringmaskart som beskrevs av E. Ditlevsen 1917. Bathynoe nodulosus ingår i släktet Bathynoe och familjen Polynoidae. Utöver nominatformen finns också underarten B. n. pacificus.